# Masacre de San Fernando de 2011
La segunda masacre de San Fernando fue un asesinato masivo de al menos 193 personas, encontradas en fosas clandestinas del municipio de San Fernando,  en el norteño estado de Tamaulipas (México) desde el 6 de abril de 2011. Cabe mencionar que la activista Isabel Miranda de Wallace afirma que la cifra de muertos rebasa los 500, pero que el gobierno estatal de Tamaulipas supuestamente ha prevenido que esa información se difunda.
Esta masacre representa el segundo asesinato en masa de este tipo en el Estado de Tamaulipas, habiéndose realizado anteriormente la primera masacre de San Fernando entre el 22 y el 23 de agosto de 2010, en la que fueron asesinados 72 migrantes, imputados también a los Zetas.

## Los hechos
Los primeros cuerpos sin vida fueron encontrados el 1 de abril de 2011 por la Procuraduría de Justicia de Tamaulipas, pero no fue hasta cinco días después, el 6 de abril, que se difundió la noticia por los medios de comunicación, quienes reportaron un total de 59 muertos hallados en ocho fosas clandestinas de un rancho. Morelos Canseco Gómez, Titular de la Secretaría General de Gobierno del Estado de Tamaulipas, manifestó en una entrevista de radio que estas personas fueron presuntamente secuestradas de un autobús de pasajeros. Los secuestros comenzaron a finales de marzo por parte de un autobús de la compañía Ómnibus de México, habiendo testigos que vieron a personas ser tomados por un autobús. La empresa Ómnibus de México levantó una denuncia de los hechos el 24 de marzo, por lo que se iniciaron las investigaciones correspondientes. También se dio un reporte el 25 de marzo por parte de una mujer en la ciudad fronteriza de Matamoros, cuyo marido nunca llegó de San Luis Potosí, lo cual fue debido a que el autobús en el que se transportaba había sido secuestrado; hubo reportes de al menos otros dos autobús detenidos desde entonces.
Canseco dijo que esto parece ser un nuevo tipo de crimen, uno en el cual los criminales "detienen el autobús, seleccionan pasajeros y los toman de rehenes". Canseco comentó además que existen tres hipótesis del caso: que los grupos organizados de delincuencia pudieron haber tomado a los pasajeros para reclutarlos por la fuerza como soldados de infantería, pudieron haber intentado tomarlos para extorsionar a sus familiares y cobrar su liberación o que hayan querido llegar los Estados Unidos pagando para cruzar la frontera.
Luego de esto, el 8 de abril, el Ministerio Interior de Tamaulipas confirmó que fueron halladas dos fosas más con 13 cadáveres de varones que podrían ser mexicanos, con lo que la cifra de muertos ascendió a 72. Alejandro Poiré, el portavoz de seguridad del Gobierno Federal dijo que fueron detenidos 14 presuntos sospechosos que podrían estar ligados a los Zetas.
El 10 de abril, la Secretaría de la Defensa Nacional anunció el arresto de Armando César Morales Uscanga, quien manifestó su participación en la masacre e informó de otras cuatro fosas, donde fueron hallados 16 cuerpos para una nueva cifra de 88 muertos.
El 12 de abril la procuradora de la República, Marisela Morales, confirmó que ya eran 116 los cuerpos hallados y 17 los detenidos, con la detención de Jhonny Torres Andrade; quienes podrían pertenecer a Los Zetas, "los responsables de la masacre", afirma Morales. Para el 13 de abril se encontraron otros 6 cuerpos gracias a la información de los detenidos y de testigos, también se informó el hallazgo de 16 cuerpos en otros dos Estados.
El 14 de abril, las autoridades sacaron 23 nuevos cuerpos de otra fosa, que ahora sumaban 145 muertos. También fueron arrestados 16 oficiales de policía de San Fernando por presunta complicidad con miembros del cartel de drogas sospechoso en la masacre y fueron además desarmados todos los oficiales de ese municipio.
El 21 de abril, se informó que el número de cuerpos encontrados ascendía a 177, con el hallazgo de otros 32 cadáveres; de los cuales 122 están vinculados con las investigaciones de pasajeros secuestrados, dejando a los otros 55 fuera de dicha investigación por el tiempo que llevan sin vida. También la marina detuvo a Martín Omar Estrada Luna, alias el Kilo, por presunto actor intelectual de esta y la primera masacre.
Finalmente, Marisela Morales, informó que ya eran 193 los muertos hallados en fosas clandestinas en Tamaulipas, por el hallazgo de otras 7 fosas, aparte de las 40 existentes; por lo cual se solicitó una orden de aprehensión contra 85 personas.